# Åmotfors
Åmotfors – miejscowość (tätort) w Szwecji, w regionie administracyjnym (län) Värmland, w gminie Eda.
Według danych Szwedzkiego Urzędu Statystycznego liczba ludności wyniosła: 1347 (31 grudnia 2015), 1386 (31 grudnia 2018) i 1377 (31 grudnia 2019).